# Mikania hoffmanniana
Mikania hoffmanniana là một loài thực vật có hoa trong họ Cúc. Loài này được Dusén ex Malme mô tả khoa học đầu tiên năm 1933.